# Холодівка (Феодосійський район)
Хо́лодівка (до 1948 року — Османчик, крим. Osmançıq) — село в Україні, у складі Феодосійського району Автономної Республіки Крим.
Відстань від райцентру до населеного пункта становить 31 кілометрів по прямій.